# Camí dels bons homes

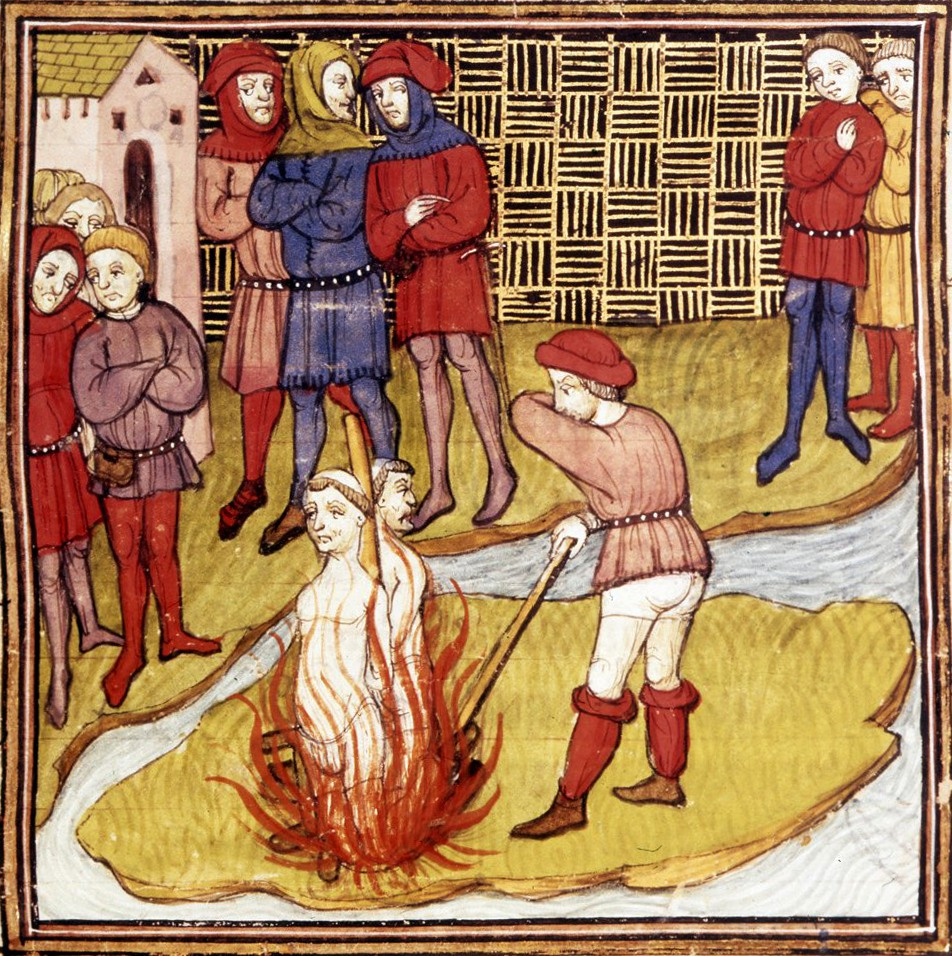
Crema de càtars (imatge de la Crònica de França o de St. Denis)

El Camí dels Bons homes, o GR 107, és un itinerari, una ruta turística d'entre 185,71 i 205,2 quilòmetres entre el santuari de Queralt (Berguedà) i el castell de Montsegur (País de Foix, Occitània), que es pot fer a peu, a cavall i en la majoria de trams en bicicleta de muntanya.
Els bons homes o els bons cristians, era el terme amb què els càtars es referien a ells mateixos.
L'any 1995, dins d'un projecte de col·laboració entre dos organismes de desenvolupament socioeconòmic (el Consorci de Promoció i Iniciatives Cercs-Berguedà i Ariège Expansion) sorgeix la iniciativa del Camí dels Bons Homes. Aquests Consells Comarcals s'uneixen per tal de coordinar i donar més difusió a diferents esdeveniments amb relació al passat medieval i càtar als seus territoris. Les Jornades dels Refugis Càtars són la base d'aquesta iniciativa. El Camí dels Bons Homes s'ha convertit, en aquest sentit, en un exemple d'èxit, tant pel que fa a la planificació, com a la promoció, gestió i avaluació, aconseguint posicionant-se, no solament en l'àmbit comarcal i de país, sinó també internacionalment.
El camí dels Bons Homes, convertit en el sender de gran recorregut GR-107, ofereix la possibilitat de recórrer les rutes de migració que van utilitzar els càtars, entre els segles xii i xiv, quan fugien de la persecució de la croada i la Inquisició. Es pot recórrer a peu, a cavall i en la majoria de trams en BTT.
El camí dels Bons Homes ressegueix les petjades del catarisme a través de viles medievals, d'esglésies romàniques i de castells. Aquesta és una ruta que, a banda del seu vessant històric, circula per la zona protegida del Parc natural Cadí-Moixeró i permet de contemplar encisadors paisatges i visitar pobles i nuclis de muntanya, indrets que conserven llegendes i tradicions centenàries.
És imprescindible, abans d'iniciar la ruta, documentar-se sobre les característiques del recorregut i dotar-se del material necessari.

## Indrets d'interès per on passa la ruta

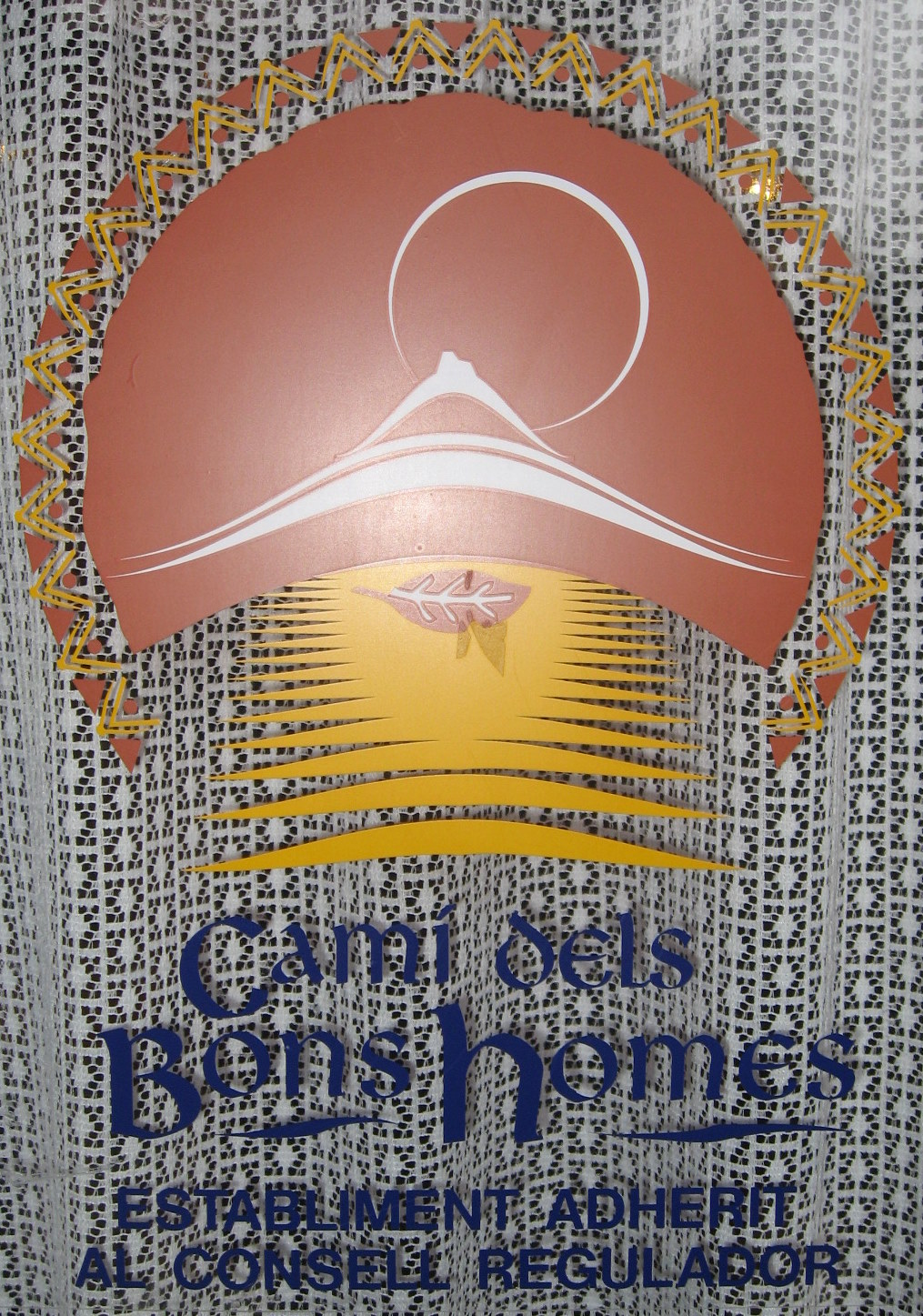
Logotip del camí dels Bons Homes

Entre els punts d'interès per on passa la ruta es troben Berga, Josa de Cadí, Queralt, Casanova de les Garrigues, Bonner, Cercs, Gósol, Bagà, Saldes, Coll de Pendís (antiga entrada de comarca de la Cerdanya fins que al segle xx s'obrí la collada de Toses), Bellver de Cerdanya, Coborriu de la Llosa, Engaït, Portella Blanca d'Andorra, Merens, Acs, Pradas, Tarascon d'Arieja, Castell de Montsegur i Foix

## Descripció de les etapes[5]
- Etapa 1: Santuari de la Mare de Déu de Queralt (Berga) - Gósol
- Etapa 2: Gósol - Bagà
- Etapa 3: Bagà - Bellver de Cerdanya
- Etapa 4: Bellver de Cerdanya - Porta
- Etapa 5: Porta - Mérens-les-Vals pel Coll de les Bessines / Variant per la vall de l'Ariège
- Etapa 6: Mérens-les-Vals - Orlú
- Etapa 7: Orlú - Comús
- Etapa 8: Comús - Montsegur
- Etapa 9: Montsegur - Roquefixade
- Etapa 10: Roquefixade - Foix
  - Variant hivernal de Bellver a Porta
- De Bellver de Cerdanya a Guils de Cerdanya
- De Guils de Cerdanya a Porta